# Irina Olegovna Belova
Irina Olegovna Belova (ryska: Ирина Олеговна Белова), född den 28 december 1980 i Zavolzjye, Ryssland, är en rysk gymnast.
Hon tog OS-guld i rytmisk gymnastik för trupper i samband med de olympiska gymnastiktävlingarna 2000 i Sydney.